# Michał Drzymała

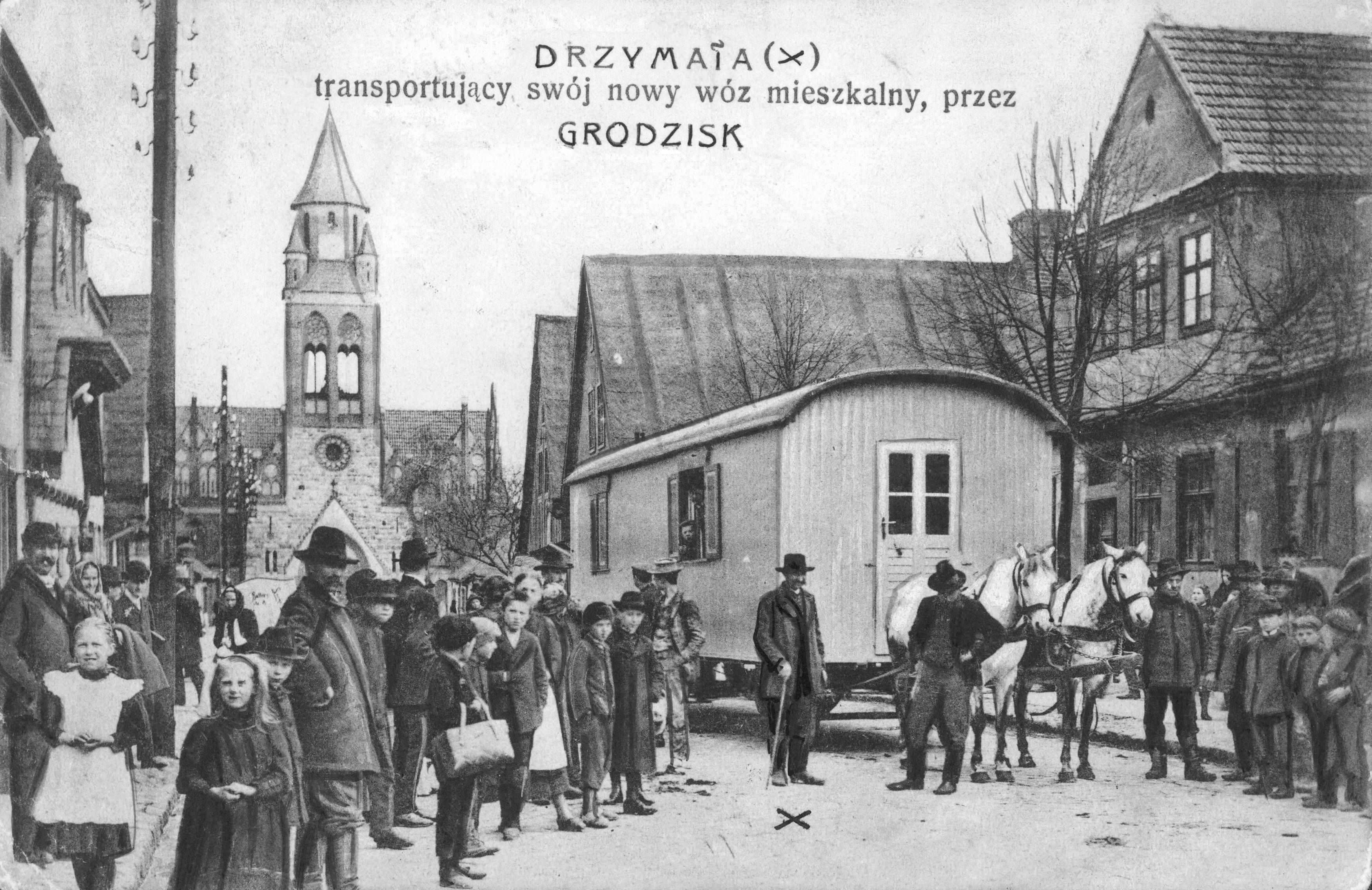
Michał Drzymała ze swoim wozem mieszkalnym w Grodzisku Wielkopolskim

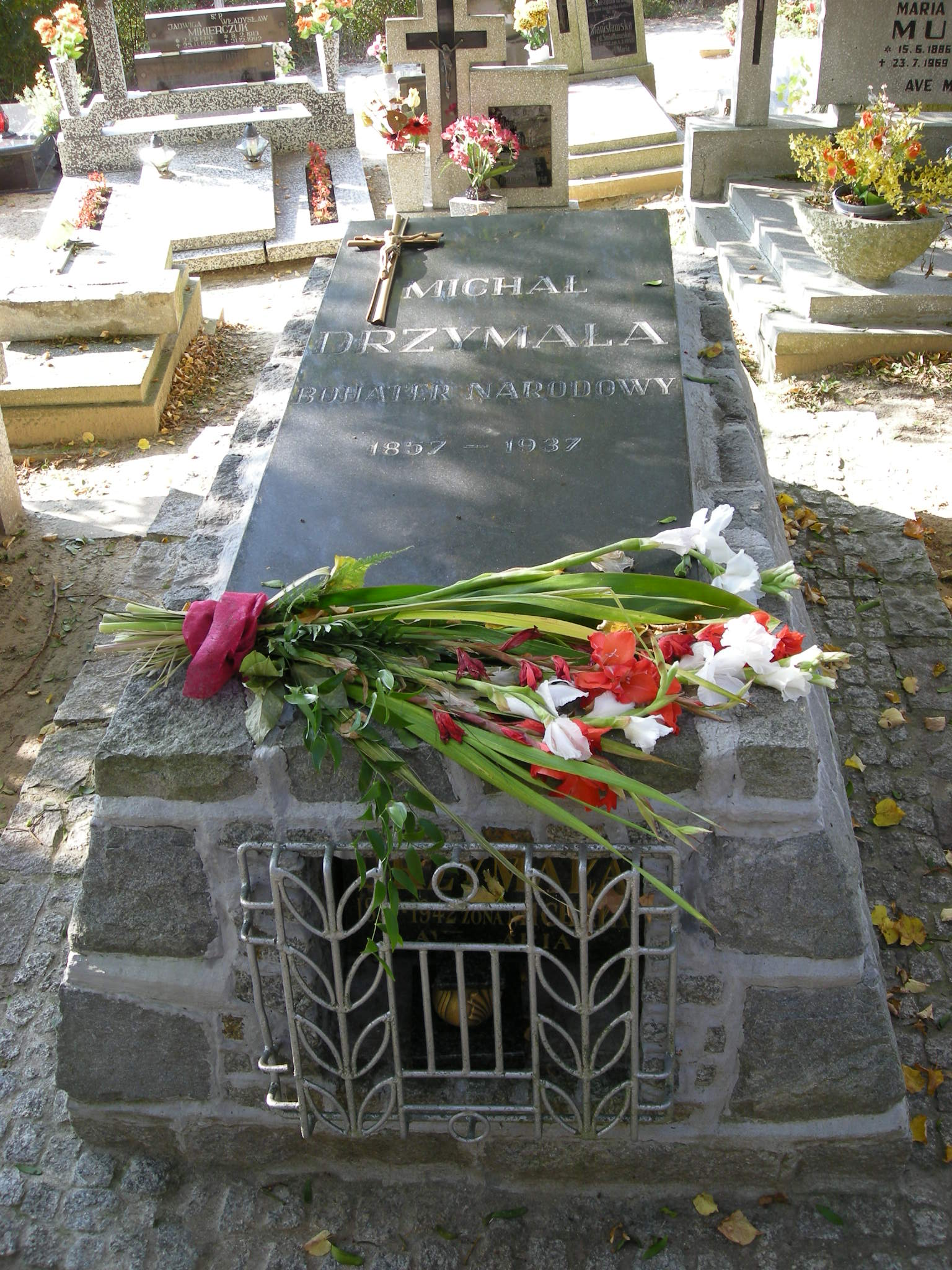
Grób Michała Drzymały w Miasteczku Krajeńskim

Michał Drzymała (ur. 13 września 1857 w Zdroju, zm. 25 kwietnia 1937 w Grabównie) – polski chłop z Poznańskiego, w latach 1904–1909 prowadził spór z administracją Królestwa Prus o pozwolenie na budowę domu; wóz Drzymały stał się symbolem walki z germanizacją w zaborze pruskim.
Od 1928 mieszkał w Grabównie, gdzie zmarł 25 kwietnia 1937. 29 kwietnia 1937 został pochowany na cmentarzu w Miasteczku Krajeńskim.

## Walka Drzymały z administracją niemiecką
Na początku XX wieku Michał Drzymała stał się sławny w Polsce (a także w Europie) z powodu ciągnącego się przez blisko 4 lata sporu z władzami pruskimi dotyczącego możliwości zbudowania domu na zakupionej w 1904 od niemieckiego kupca działce we wsi Kaisertreu (tak od 1871 roku brzmiała oficjalna nazwa wsi Podgradowice; po 1918 roku wieś powróciła do polskiej nazwy, a w roku 1939 przemianowano ją na Drzymałowo) pod Rakoniewicami, w powiecie grodziskim.
Pruskie prawo wymagało uzyskania zgody administracji państwowej na wzniesienie budynku. Realizujące politykę germanizacji władze wybiórczo wykorzystywały ten przepis na niekorzyść ludności polskiej. W tej sytuacji Drzymała kupił wóz cyrkowy, w którym zamieszkał. Władze pruskie chciały ten wóz usunąć, argumentując, iż stojący w jednym miejscu przez ponad 24 godziny wóz jest domem. W tej sytuacji Drzymała systematycznie, codziennie przesuwał ów wóz na niewielką odległość, co dało mu argument, iż jako pojazd ruchomy nie podlegał przepisom prawa budowlanego. Przez kilka lat trwała sądowo-administracyjna walka, w której stosowano kruczki prawne; władze pruskie zaczęły nękać Drzymałę za drobne uchybienia i w końcu udało im się usunąć wóz. Wówczas Drzymała zamieszkał w lepiance, którą wkrótce po tym zburzono ze względu na naruszenie przepisów przeciwpożarowych (ustawienie piecyków bez właściwego zabezpieczenia). W tej sytuacji Drzymała był zmuszony sprzedać działkę. Drzymała ostatecznie nabył inną parcelę, ze starym domem, na remont którego niepotrzebna była zgoda urzędów.
W styczniu 1928 roku, na wniosek ministra spraw wewnętrznych, prezydent RP Ignacy Mościcki w uznaniu zasług na polu walki o polskość pod zaborem pruskim, przyznał Michałowi Drzymale jednorazowy dar w wysokości 10 460 zł na zakup parceli.

## Symbolika oporu Drzymały
Walka Drzymały o możliwość zbudowania domu, a zwłaszcza wykorzystywanie przezeń luk w prawie pruskim stały się głośne w Polsce i w świecie. Głos w tej sprawie zabierali m.in. Maria Konopnicka, Henryk Sienkiewicz i Bolesław Prus, a spoza Polski m.in. Lew Tołstoj. Drzymała oraz jego słynny wóz, stali się symbolem chłopskiego oporu wobec zaborcy i germanizacyjnych praktyk stosowanych wobec Polaków przez państwo pruskie. Znaczenie symboliczne jego oporu dostrzegali i Niemcy, skoro po jego śmierci żaden z niemieckich zakładów stolarskich w Wyrzysku nie chciał wykonać trumny, tak że podjąć się tego musiał miejscowy, polski zakład meblarski E. Zehnera.
Z drugiej strony, sprawa Drzymały bywa wykorzystywana jako świadectwo rządów prawa w państwie pruskim.
Michał Drzymała został pośmiertnie odznaczony Krzyżem Kawalerskim Orderu Odrodzenia Polski (29 kwietnia 1937).
Postać Michała Drzymały wspomina Jan Pietrzak w pieśni Żeby Polska była Polską (1981).

## Wóz Drzymały

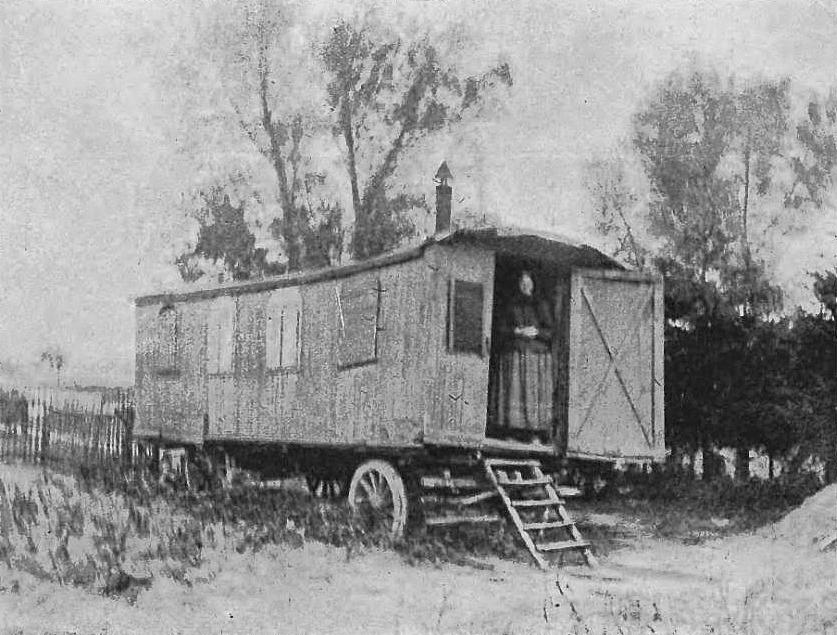
Wóz Drzymały w Rakoniewicach (1907)

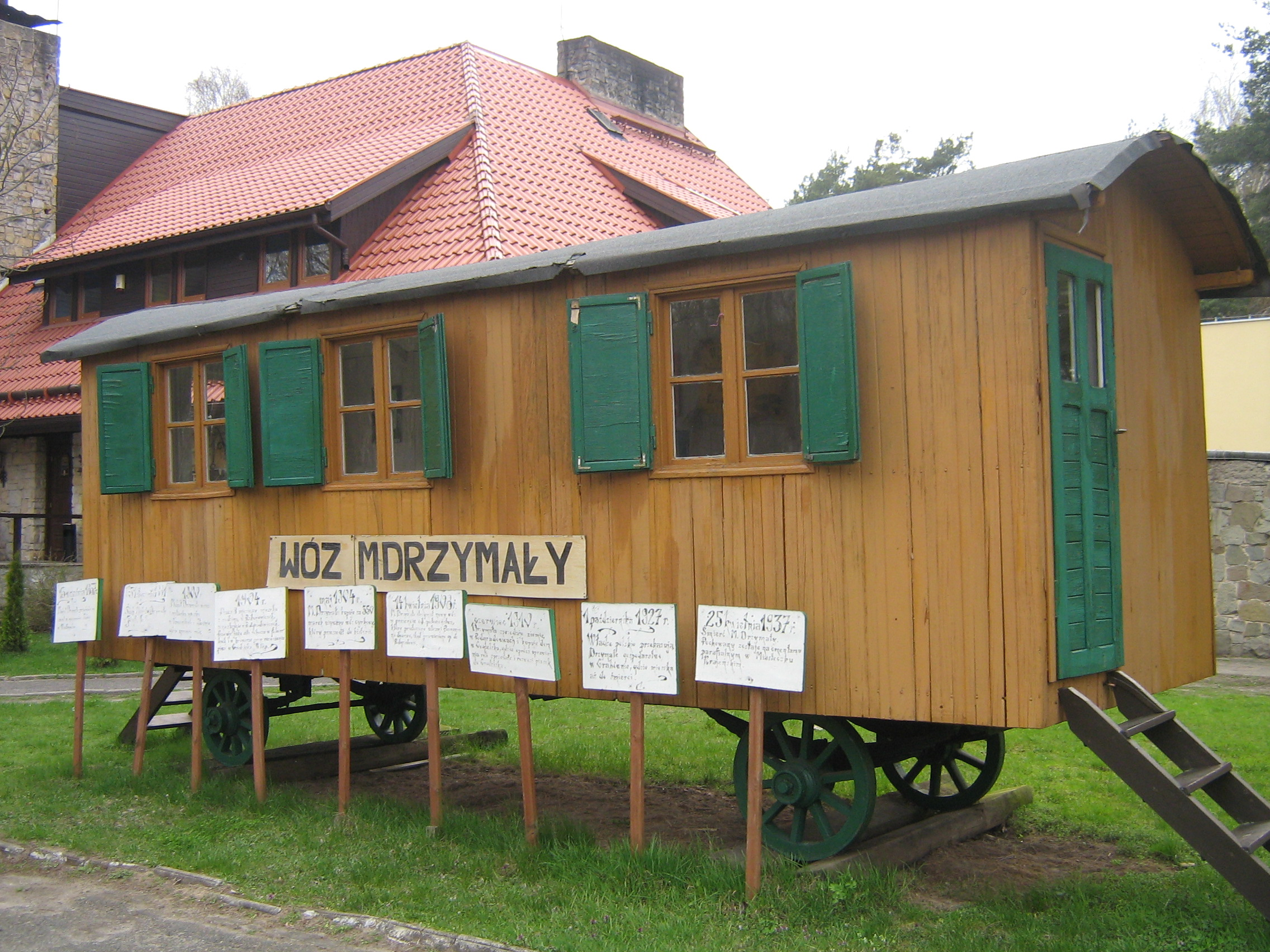
Replika wozu Drzymały w Drzymałowie

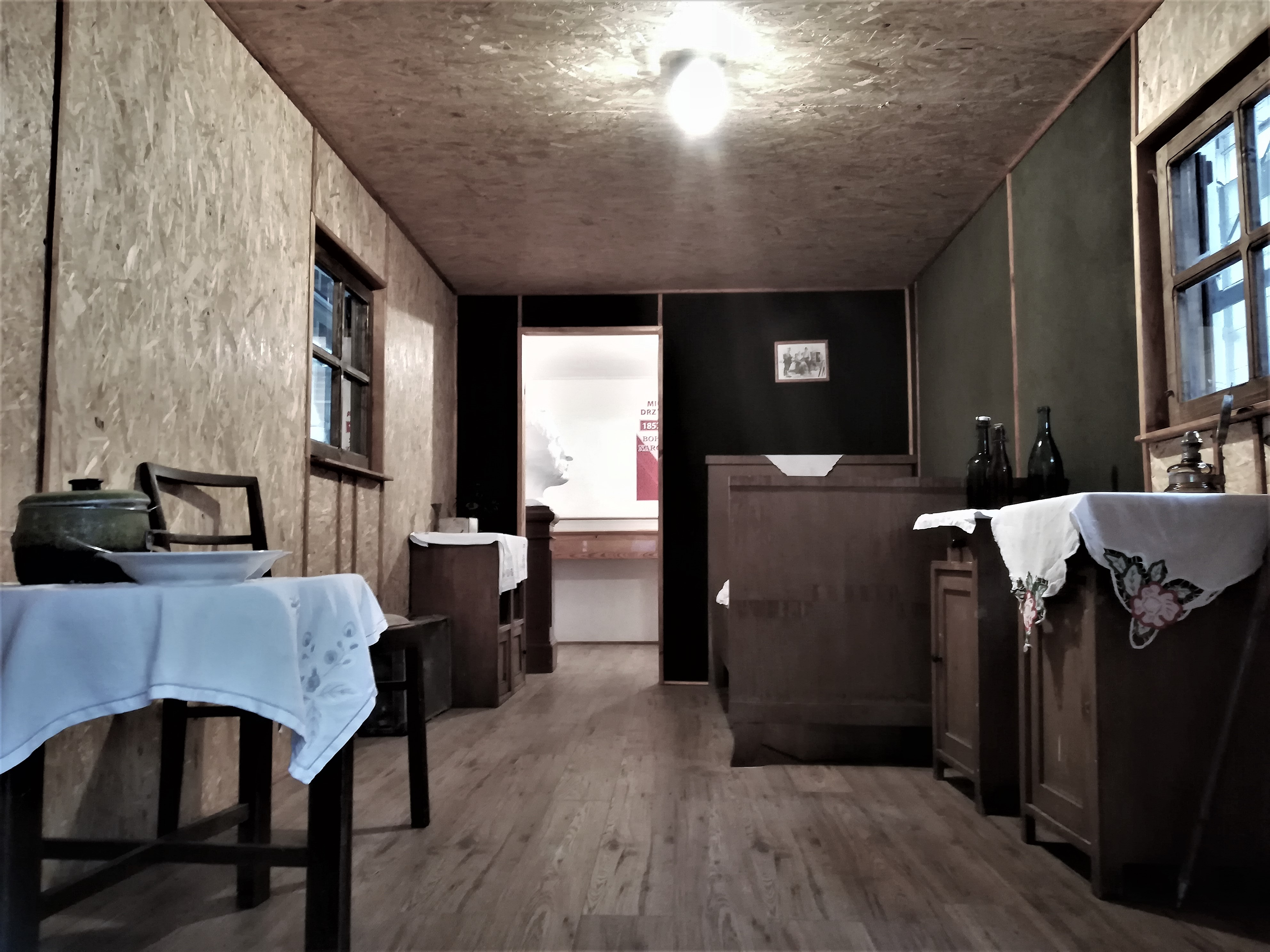
Rekonstrukcja wnętrza wozu na Narodowej Wystawie Rolniczej w Poznaniu (2018)

Cyrkowy wóz Drzymały urósł do rangi symbolu walki o polskość. Wozy Drzymały były dwa:
- pierwszy, cyrkowy kupił sam Drzymała[5],
- w 1908 Komitet Drzymałowski po zebraniu funduszy zamówił w poznańskiej fabryce powozów i uprzęży Dzieciuchowicz & Laube nowy wóz. W połowie kwietnia 1908 r. przekazano Drzymałom wóz, który miał 8 m długości, 2,5 m szerokości i 2,26 m wysokości. Aby zaizolować wnętrze podłogę i dach wykonano z dwóch warstw desek z warstwą korka pomiędzy nimi. W środku była mająca 7,5 m² kuchnia i pokój o powierzchni 12,5 m². Drzymałowie mieszkali w nim do marca 1909 roku, gdy musieli opuścić Podgradowice. Wóz pozostał we wsi, w ogrodzie wójta. W 1910 roku przewieziono go do Poznania. W kwietniu 1910 roku jako darowizna prawnika Jarogniewa Drwęskiego, Tadeusza Jaworskiego i drukarza Bernarda Milskiego został przewieziony do Krakowa i za zgodą Rady Miasta wpisany do zbiorów Muzeum Narodowego. Ustawiono go w Barbakanie i był jedną z atrakcji obchodów rocznicy Bitwy pod Grunwaldem, którą zorganizowano w dniach 15–17 lipca 1910 roku. Potem został przewieziony na Wawel, gdzie stał do 1920 roku. W 1921 roku zaproponowano przekazanie go do Muzeum Narodowego w Poznaniu lub do Cytadeli warszawskiej, ale z powodu braku zainteresowania postanowiono sprzedać wóz na aukcji. Uzyskane pieniądze miały być przeznaczone na wykonanie dokumentacji fotograficznej i zakup dzieł sztuki. 1 czerwca 1922 roku wóz sprzedano za 80 000 marek polskich Józefowi Butyńskiemu mieszkającemu na Prądniku Czerwonym. Fragment wozu opisany jako Tablica pamiątkowa z wozu Michała Drzymały znajduje się w zbiorach muzeum w Dziale Rzemiosła, Kultury Materialnej i Militariów[10].